# Lyons (ville, New York)
Pour les articles homonymes, voir Lyons.
Lyons est une ville du comté de Wayne, dans l'État de New York, aux États-Unis,. En 2010, elle compte une population de 14 244 habitants.

## Démographie
Lors du recensement de 2010, la ville comptait une population de 14 244 habitants, tandis qu'en 2016, elle est estimée à 13 686 habitants.